# Mundpropaganda
Der Begriff Mundpropaganda (oder Mund-zu-Mund-Propaganda) steht für die Verbreitung von Informationen oder Empfehlungen durch mündliche Weitergabe im persönlichen Gespräch „von Mund zu Mund“, sodass sie bald wirklich „in aller Munde“ sind. Dementsprechend gilt im Gegensatz zur Propaganda im herkömmlichen Sinn bspw. eine Rede, die öffentlich oder vor vielen gehalten wird, nicht als Mundpropaganda, obwohl auch sie Informationen mündlich vermittelt.
Mundpropaganda funktioniert oft in ungesteuerter, nicht flächendeckender Weise. Dabei geht es um ein mehr oder weniger meinungsbildendes „Über-etwas-Reden“. („Ich hab da was gesehen“ oder „Hast du das schon gehört?“). Sie kann aber auch – in der Manier der klassischen Propaganda – gezielt begonnen werden, um Informationen unter die Leute zu bringen oder Gerüchte zu streuen. („Wenn Sie mit meiner Arbeit zufrieden sind, sagen Sie es bitte weiter – wenn aber nicht, so sagen Sie es mir!“)
Wegen der Unabhängigkeit von Medien und der Intimität der Verbreitungssituation wird oft angenommen, dass Mundpropaganda besonders vertrauenswürdig erscheine. 90 Prozent der Konsumenten weltweit vertrauen den Ratschlägen von Bekannten. Die Verbreitung eines Gerüchts kann je nach Standpunkt erwünscht oder unerwünscht sein; die subversive Form der Mundpropaganda, bei der die Verbreitung der Information besonders heikel ist und bei der die Intimität die größte Rolle spielt, bezeichnet man als Flüsterpropaganda.

## Verwendung im Marketing
Mundpropaganda ist ein deutsches Synonym für Word-of-Mouth (WOM). Im Marketing wird „Word-of-Mouth“ als eine informelle, wertende Meinungsäußerung über Marken, Produkte, Dienstleistungen und Unternehmen zwischen Konsumenten verstanden.
Das Mundpropaganda-Marketing (engl. word-of-mouth marketing) will Aktivitäten auf solche Weise steuern, dass in den passenden Zielgruppen möglichst positiv über einen Anbieter bzw. seine Produkte und Dienstleistungen gesprochen wird. Dies soll Aufmerksamkeit und Interesse wecken, den Bekanntheitsgrad, das Image und in der Folge auch die Verkaufszahlen steigern.
Eine Empfehlung über Mundpropaganda weitergegeben impliziert über die reine Kommunikation hinaus einen einflussnehmenden Handlungshinweis, ebenfalls positiver oder negativer Natur, dem in den meisten Fällen eine eigene Erfahrung mit dem jeweiligen Angebot vorausgeht. („Kann ich dir wärmstens empfehlen!“ oder „Kauf das bloß nicht!“) Dabei wird in aller Regel ein nicht kommerzielles Interesse des Empfehlenden unterstellt. Empfehlungen können durch Empfehlungsmarketing systematisch gesteuert werden.
Zunehmend wird klassische Werbung durch Mundpropaganda-Marketing ergänzt oder ersetzt, insb. in Zusammenhang mit Social Media Marketing. Im Verbraucheralltag begegnet man ihr beispielsweise als Rezension auf Meinungsportalen und in Online-Shops, in Gestalt von Produktbewertungen oder auch als Erfahrungsbericht auf den unterschiedlichen Social-Media-Plattformen. Ziel ist die Erzeugung von möglichst viel positivem Buzz („Gerede“, „Gemurmel“) über ein Produkt, eine Dienstleistung oder ein Unternehmen.

## Definition des Word-of-Mouth in der klassischen Literatur
Arndt (1967) war einer der ersten Forscher, welcher sich mit dem Einfluss von Word-of-Mouth auf das Konsumentenverhalten auseinandergesetzt und den Begriff in einer griffigen Definition niedergeschrieben hat. Arndt (1967) definiert Word-of-Mouth als “oral person to person communication between a receiver and a communicator whom the receiver perceives as non-commercial, regarding a brand, a product or a service”. Word-of-Mouth muss jedoch nicht zwangsweise produkt-, marken- oder servicebezogen sein, es kann beispielsweise auch auf eine Organisation fokussiert sein.
Nyilasy (2006) teilt die Definition von Arndt (1967), basierend auf einer Analyse von über 150 wissenschaftlichen Publikationen, in drei essentielle Teile des Word-of-Mouth auf. Erstens ist das traditionelle Word-of-Mouth eine interpersonelle Kommunikation und somit klar abzugrenzen von der Massenkommunikation und anderen unpersönlichen Kommunikationsformen. Sie zeichnet sich dadurch aus, dass sie in beide Richtungen verlaufen kann mit potentiell ständigen Rückkopplungseffekten. Grundsätzlich wird also im traditionellen Word-of-Mouth davon ausgegangen, dass der Empfänger aktiv an der Kommunikation teilnimmt und somit jeweils direkt auf das Kommunizierte reagieren kann.
Zweitens ist der Inhalt der persönlichen Kommunikation kommerziell. „The message is about commercial entities, products, product categories, brands and marketers – or even their advertising.“ Nach Nyilasy ist Word-of-Mouth im Zusammenhang mit Marketing, Konsumentenverhalten und Massenkommunikation somit abzugrenzen von seinem Gebrauch in der Alltagssprache, worin Word-of-Mouth häufig für jegliche Art der interpersonellen Kommunikation verwendet wird. Dies bedeutet jedoch nicht, dass Word-of-Mouth immer bewusst von einem Unternehmen gesteuert wird, bzw. es vorteilhaft für das betroffene Unternehmen sein muss. Vielmehr ist Word-of-Mouth ein natürlich auftretendes Phänomen im Konsumentenverhalten und „it may or may not be induced by the conscious efforts of marketers“.
Drittens ist der Inhalt des Word-of-Mouth zwar kommerziell, jedoch wird der Sender vom Empfänger als nicht kommerziell-motiviert wahrgenommen. Diese Definition schließt also einen kommerziell motivierten Sender nicht aus. Wie Nyilasy es treffend auf den Punkt bringt: „In this case [eines kommerziell motivierten Senders; Anm. d. Verf.] perception is reallity“.

Westbrook (1987) definiert Word-of-Mouth sehr ähnlich wie Arndt (1967): 
„word-of-mouth [...] consists of informal communications directed at other consumers about ownership, usage, or characteristics of particular goods and services and/or their sellers“.
Im Gegensatz zur Definition von Arndt (1967), welcher Word-of-Mouth einzig als mündliche Kommunikation zwischen einem Sender und einem Empfänger sieht und somit unter anderem schriftliche und non-verbale Kommunikation ausschließt, beschränkt Westbrook Word-of-Mouth nicht nur auf die mündliche Überlieferung, sondern versteht darunter sämtliche informelle Kommunikation zwischen Konsumenten. Dieses allgemeinere Verständnis des Word-of-Mouth ist in der Literatur weit verbreitet.

## Word-of-Mouth im Online-Kontext
Mit fortschreitender Digitalisierung verschiebt sich das WOM zunehmend in den Onlinekontext. Durch die teilweise Verlagerung der Kommunikation in das Internet und in soziale Medien etablierte sich der Begriff des elektronischen WOM (eWOM, auch: word of mouse). Das Konstrukt wird definiert als 
„any positive or negative statement made by potential, actual, or former customer about a product or company, which is made available to a multitude of people and institutions via the Internet.“
Der größte Unterschied des eWOM im Vergleich zum klassischen WOM besteht darin, dass Informationen nicht mehr mündlich, sondern schriftlich oder audiovisuell in Form von Videos präsentiert werden und dass sich Kommunikationsteilnehmer zur Verbreitung der Information nicht mehr am gleichen Ort befinden. Außerdem können Informationen bei eWOM gespeichert werden, wodurch eine nachträgliche Suche nach spezifischen Nachrichten möglich wird.

### eWOM in den sozialen Medien
Insbesondere in sozialen Medien bestehen die ausgetauschten Informationen oftmals aus Produktempfehlungen oder sie haben einen werblichen Hintergrund. Gemäß einer Studie von Pfeffer et al. (2014) bieten insbesondere soziale Medien ein hohes Potenzial für negative Mundpropaganda (sog. Online Firestorms). Gründe dafür liegen gemäß den Autoren in den folgenden Eigenschaften:
1. Geschwindigkeit & Umfang von Kommunikation
2. Binäre Reaktionswahl (gefällt/gefällt nicht)
3. Netzwerkstruktur (große Verbreitungsmöglichkeit)
4. Uneingeschränkter Informationsfluss
5. Mangel an Informationsvielfalt (systematische Informationseinschränkung durch Filter Bubbles und Echo Chambers)
6. Crossmediale Dynamiken (Berichterstattung von social Media Inhalten in andere Formate wie TV/Radio)
7. Netzwerkbedingte Entscheidungsprozesse (Beeinflussung der Meinungsbildung durch die Punkte 1–6)

Besonders interessant ist, dass junge Konsumenten zwar sowohl traditionelles WOM als auch eWOM grundsätzlich hilfreich finden, sich vorwiegend aber auf Empfehlungen von Familienmitgliedern, Freunden und Bekannten verlassen. Die Wahrscheinlichkeit für die Generierung von positivem oder negativem WOM im privaten Umfeld ist somit wesentlich höher als mit eWOM.